# Plymouth Sound

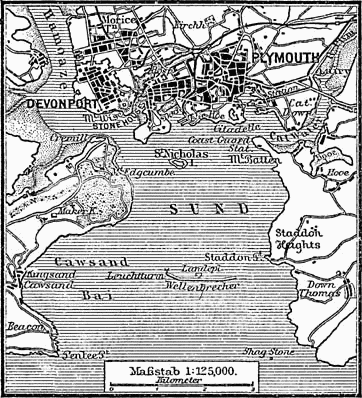
Plymouth Sound in 1888

Plymouth Sound, ook wel kortweg The Sound genoemd, is de baai in het Kanaal waaraan de Engelse havenstad Plymouth is gelegen.

## Beschrijving
Plymouth Sound is een van de grootste natuurlijke havens ter wereld. De baai wordt begrensd door Penlee Point (Cornwall) in het zuidwesten en Wembury Point (Devon) in het zuidoosten, die ongeveer 6 km uit elkaar liggen. De noordrand van de Sound ligt bij Plymouth Hoe en de baai is daarmee in noord-zuidrichting ruim 5 km lang. In het midden van de baai ligt de Plymouth Breakwater, een strekdam die in de noordelijke helft van de Sound geankerde schepen beschermt tegen de in Zuid-Engeland regelmatig optredende stormen uit het zuidwesten.

## Toegang en gebruik
Vanaf het Kanaal is de Plymouth Sound door schepen met grote diepgang te bereiken via een route die langs de westelijke zijde van de strekdam loopt. In het noordwesten mondt via de Hamoaze de Tamar op de Sound uit. Aan deze rivier rivier is de Devonport Dockyard gevestigd, de grootste marinebasis van West-Europa. De baai is verder toegankelijk vanuit het noordoosten vanaf de Plym.
Plymouth Sound wordt behalve door de Royal Navy ook gebruikt door grote zeeschepen, waaronder veerboten naar Frankrijk en Spanje, die aan- en afmeren bij de Millbay Docks. De baai ligt tevens op de route van visserschepen op weg van of naar Sutton Harbour, nabij het oude gedeelte van de stad Plymouth. Aan de Sound liggen vier jachthavens: twee bij Sutton Harbour, een in de Hamoaze bij Mount Wise en een bij Turnchapel aan de monding van de Plym.

## Plymouth Breakwater
De Plymouth Breakwater, die ruim anderhalve kilometer lang is, heeft een basis van 61 meter en is aan de bovenzijde ruim 12 meter breed. Het was een ontwerp van de Schotse ingenieur John Rennie. Voor de bouw ervan, waarmee in augustus 1812 werd begonnen, was niet minder dan 4 miljoen ton steen nodig. In 1841 was de Breakwater grotendeels voltooid. John Rennie was inmiddels overleden maar zijn zoon, ook John genaamd, maakte het werk af. De kosten van het project waren toen opgelopen tot £ 1.500.000.
Op de westpunt van de strekdam werd van 1841 tot 1843 een 23 meter hoge vuurtoren gebouwd. Oorspronkelijk zou ook op de oostpunt van de Breakwater een vuurtoren komen, maar omdat de vaarweg naar de Sound aan die zijde van de dam minder belangrijk was, werd besloten dat met een bijna 15 meter hoog baken kon worden volstaan. Het werd geplaatst in 1845.
In 1862 werd bij de strekdam een fort gebouwd, het Breakwater Fort, ook wel Shovel Fort genoemd, naar de rotsen waarop het werd aangelegd.

## Verdedigingswerken

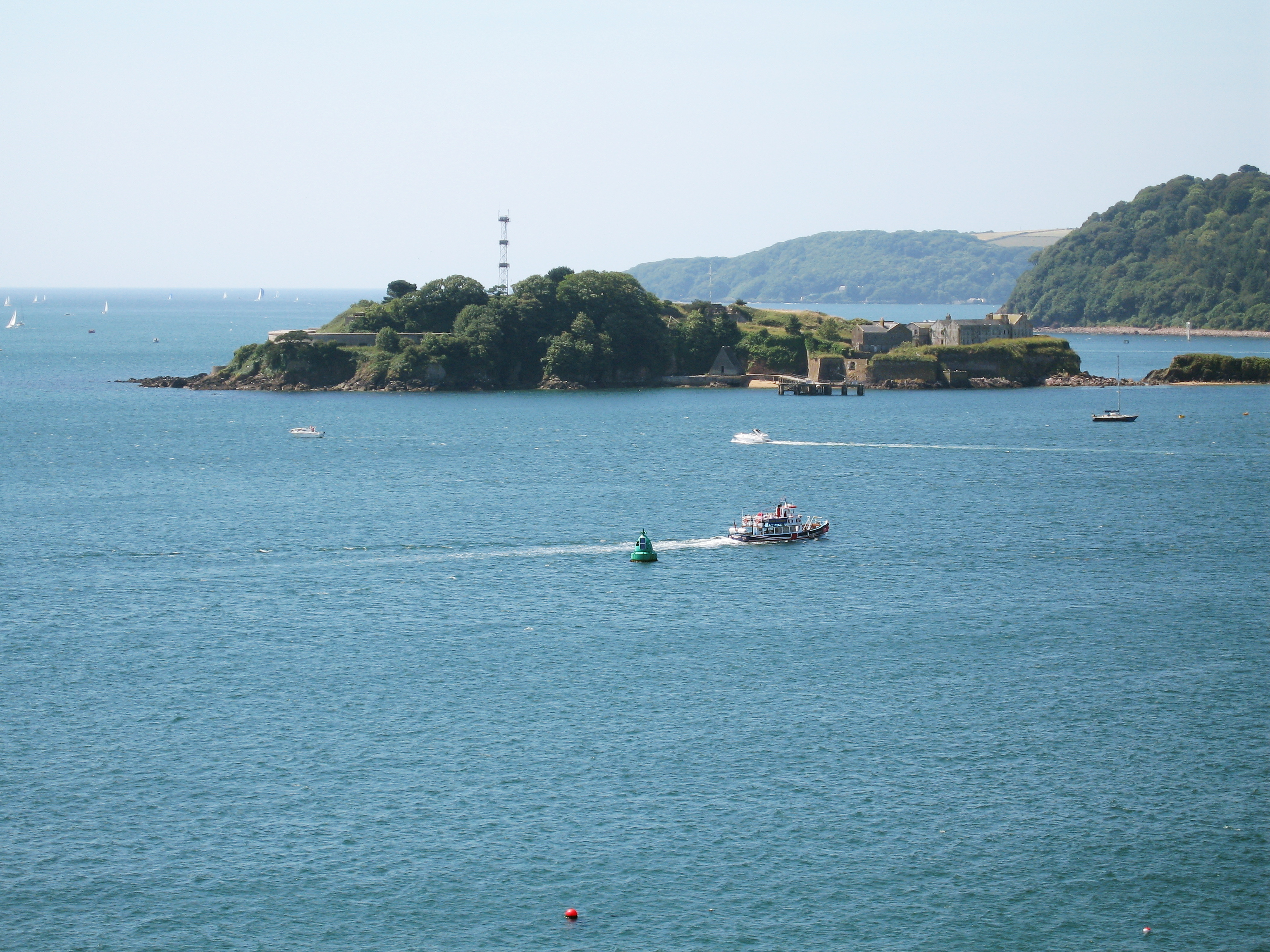
Drake's Island, met op de achtergrond het zuidwestelijke deel van de Plymouth Sound

In de loop der jaren hebben verschillende forten rond de Sound een rol gespeeld bij de verdediging van de baai. Naast het al genoemde Breakwater Fort waren dat onder andere Picklecombe Fort, Cawsand Fort, Fort Bovisand, Staddon Fort en Stamford Fort. Daarnaast was er nog een fort op het in het noordelijke deel van de Sound gelegen Drake's Island, dat de vaarweg naar Devonport moest bewaken.